# Paul-Gerhardt-Schule (Hanau und Kahl)
Die Paul-Gerhardt-Schule ist eine evangelische Privatschule mit Standorten in Hanau, Kahl am Main und Karlstein am Main. Träger ist der Christliche Schulverein Hanau und Kahl e. V., welcher zwei Schulen betreibt, die zwar gemeinsam geleitet werden, aber aufgrund ihrer Lage in verschiedenen Bundesländern rechtlich unabhängig sind.
Benannt ist die Schule nach dem bedeutenden Kirchenlieddichter Paul Gerhardt. Die Paul-Gerhardt-Schule wird von insgesamt 1100 Schülern besucht, davon 640 am Standort Hanau und 470 am Standort Kahl.
Wegen der Beliebtheit der Schule übersteigen die Anmeldungen regelmäßig die Kapazitäten bei weitem.

## Standorte
Der Standort Hanau befindet sich zwischen Wolfgang und Großauheim in der ehemaligen Middle School, die als Teil der New Argonner Kaserne 1989 errichtet wurde und von Angehörigen der in Hanau stationierten amerikanischen Streitkräfte genutzt wurde. Das Schulgebäude ist von ausgedehnten Grünflächen umgeben. Der Standort Kahl nutzt die Räumlichkeiten der ehemaligen Heideschule, die 1973 als Hauptschule neu eröffnet wurde, aber schon 1991 aufgrund Schülermangels wieder schließen musste.
Die Paul-Gerhardt-Schule besitzt vier eigene Schulbuslinien, die Hanau sowie zahlreiche Umlandgemeinden abdecken und die Schüler von und zu den Standorten in Hanau und Kahl befördern. Die Kosten für die Benutzung des Schulbusses müssen separat erbracht werden und sind nach Entfernung gestaffelt. Prinzipiell können beide Standorte aber auch mit öffentlichen Linien erreicht werden. Der Standort Kahl liegt in unmittelbarer Nähe zum Bahnhof Kahl an der Main-Spessart-Bahn, der von Nahverkehrszügen aus Richtung Hanau bedient wird. Der Standort Hanau ist seit 2015 über die Haltestelle In den Tannen der Linie 6 erreichbar.

## Geschichte
1985 wurde der damalige Christliche Schulverein Hanau e. V. gegründet, um in Hanau eine evangelische Schule anbieten zu können. Diese startete zunächst als Grundschule mit zwei Klassen in den Räumlichkeiten der Christuskirche. 1986 zog die Schule in das Schulgebäude der damaligen Dietrich-Bonhoeffer-Schule in Dörnigheim um. 1989 eröffnete die Schule eine Förderstufe. 1990 wurde die Grundschule in Hessen als Ersatzschule anerkannt, gleichzeitig zog die Schule nach Großauheim um. Aber auch dort reichten die Räumlichkeiten bald nicht mehr aus und so kam die Schule in das bayerische Kahl am Main, wo das Gebäude der ehemaligen Heideschule genutzt werden konnte, zunächst nur teilweise, ab 1995 dann vollständig. 1996 startete die Wirtschaftsschule in Kahl. 2001 wurde die Schule schließlich auch in Bayern als Ersatzschule anerkannt.
Schon bald darauf gab es Pläne, erneut eine Schule in Hanau zu eröffnen. 2007 startete schließlich die Schule in Hanau als Grundschule und Gymnasium in der Hanauer Innenstadt im Gebäude einer ehemaligen Teppichfabrik. Mit dem Abzug der amerikanischen Truppen aus Hanau bot sich 2010 die Gelegenheit, die ehemalige, erst 1989 erbaute Middle School der New Argonner Kaserne zwischen Wolfgang und Großauheim zu beziehen. Diese bot eine viermal größere Nutzfläche und ermöglichte so 2011 die Eröffnung des Realschulzweiges als jüngsten Zweig der Schule.
2023 kam als dritter Standort die Waldschule in Karlstein am Main hinzu.

## Schulformen

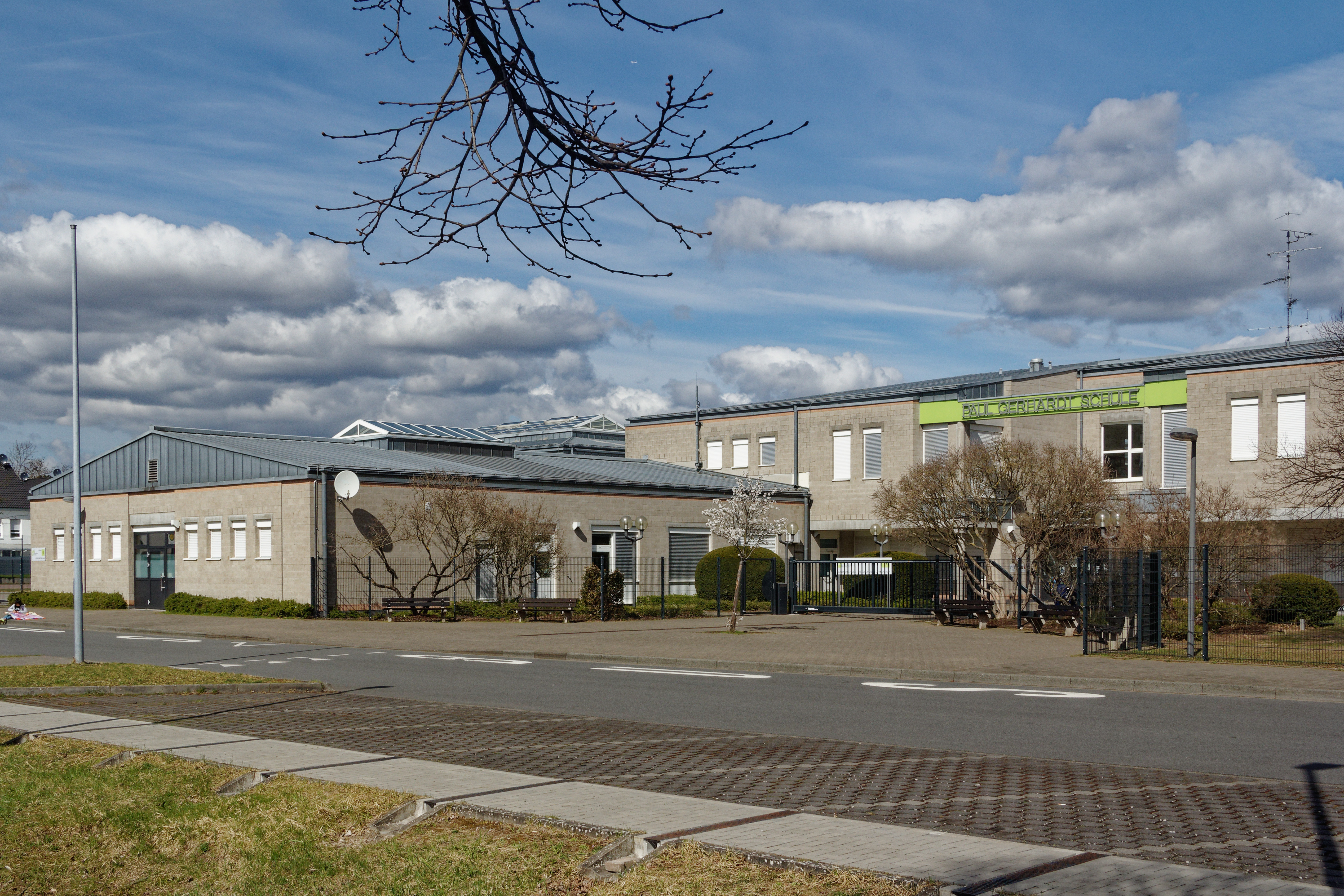
Hauptgebäude (rechts) und Schülerbetreuung (links) in Hanau

Am Standort Hanau werden die Schulformen Grundschule, Realschule und Gymnasium angeboten. Das Gymnasium startete ursprünglich als G8-Gymnasium, mit dem Jahrgang 2014/2015 wechselte die Paul-Gerhardt-Schule zu G9. Am Standort Kahl werden die Schulformen Grundschule und Hauptschule angeboten. Die Wirtschaftsschule befindet sich am Standort Karlstein am Main. Absolventen der Wirtschaftsschule können anschließend das Abitur in Hanau erlangen.
Die Paul-Gerhardt-Schule ist eine offene Ganztagsschule. An heißen Tagen wird der Unterricht verkürzt, um die Schüler um 12 Uhr nach Hause schicken zu können, ohne größere Unterrichtsausfälle in Kauf nehmen zu müssen.

## Schulgeld
In beiden Schulen wird ein monatliches Schulgeld verlangt. Für alle Schulformen an allen Schulen muss außerdem eine einmalige Verwaltungsgebühr in Höhe von 75 € entrichtet werden.

### Hanau
Für die Grundschule beträgt das Schulgeld 140 € für das erste Kind und 90 € für das zweite Kind, ab dem dritten Kind ist der Schulbesuch kostenlos. Für die Realschule und das Gymnasium beträgt das Schulgeld 180 € für das erste Kind, 120 € für das zweite Kind und 70 € ab dem dritten Kind.
Aufgrund der Regelungen der Hessischen Verfassung bietet die Schule bedürftigen Familien ein zinsloses Darlehen in Höhe von 1500 € für die ersten beiden Kinder an, welches die gesamte Schulzeit abdeckt. Betreuungs- und Schulbuskosten müssen separat erbracht werden.

### Kahl
In Kahl wird für alle Schulformen grundsätzlich nur für die ersten beiden Kinder ein Schulgeld verlangt, ab dem 3. Kind ist der Schulbesuch kostenlos.
Für die Grundschule beträgt das monatliche Schulgeld 130 € für das erste Kind und 80 € für das zweite Kind. Für die Hauptschule beträgt das Schulgeld 150 € für das erste Kind und 80 € für das zweite Kind. Beim Besuch der Wirtschaftsschule beträgt das Schulgeld 165 € für das erste Kind und 105 € für das zweite Kind.

## Trivia
Zum Bildungsangebot gehören AGs im musischen und sportlichen Bereich, Sport, ein Gospelchor am Standort Kahl und eine Schulband. Regelmäßig findet jeweils in Hanau und Kahl der 10-Stunden-Lauf statt, bei dem verschiedene Teams mittels Sponsoren Geld für die Schule sammeln. Ein Teil des Erlöses kommt karitativen Projekten zugute. Beispiele für diese Projekte sind die vom ehemaligen Landrat des Main-Kinzig-Kreises Karl Eyerkaufer in Sri Lanka.